# Mahmud 2.
Mahmud 2. (osmannisk-tyrkisk: محمود ثانى, tyrkisk: II. Mahmud; født 20. juli 1785, død 1. juli 1839) var den 30. sultan i Det Osmanniske Rige fra 1808 til sin død i 1839.
Hans regeringsperiode var pråget af omfattende administrative og militære reformer, der kulminerede med dekretet om Tanzimat ("omorganisering") der blev gennemført af hans sønner Abdulmejid 1. og Abdülaziz. Han er til tider beskrevet som "Tyrkiets "Peter den Store". Mahmuds reformer omfattede bl.a. nedlæggelsen af den magtfulde og konservative militære eliteenhed janitsharerne, der udgjorde en væsentlig hindring for hans reformer i Osmannerriget. Hans reformer var inspireret af udviklingen i Vesten og var karakteriseret ved politiske og sociale ændringer, der var forløberen for den moderne tyrkiske republik.
Udover gennemførelsen af reformer i riget, var Mahmud 2.'s regeringsperiode også præget af oprør i det osmannisk kontrollerede Balkan, hvor både Serbien og Grækenland gjorde sig fra af osmannisk overherredømme, ligesom Osmannerriget måtte afgive territorium og indflydelse til Rusland i området omkring Sortehavet og i Kaukasus.

## Opvækst og overtagelse af tronen
Mahmud 2. blev født den 20. juli 1785 som søn af Abdul Hamid 1 og dennes hustru Nakşidil Sultan.
I 1808 beordrede Mahud 2.'s forgænger og halv-bror, Mustafa 4. Mahmud henrettet sammen med sin fætter, den afsatte sultan Selim 3.. Selim 3. blev dræbt, men det lykkedes Mahmud at holde sig skjult for sine drabsmænd. Det lykkedes herefter Mahmud 2. med støtte fra Mustafa 4.'s modstandere af blive anerkendt som retmæssig sultan, hvorefter Mahmud 2. beordrede Mustafa 4. henrettet. Mahmud 2. genoptog herefter den reformkurs, som Selim 3. havde forsøgt at gennemføre, indtil han var blevet afsat med et kup, der havde ført til Mustafa 4.'s indsættelse som sultan.